# Fissarena
Genre
Fissarena est un genre d'araignées aranéomorphes de la famille des Trachycosmidae.

## Distribution
Les espèces de ce genre sont endémiques d'Australie.

## Description
Les mâles mesurent de 8 à 10 mm et les femelles de 9 à 12 mm.

## Liste des espèces
Selon World Spider Catalog (version 22.5, 14/01/2022) :
- Fissarena arcoona Platnick, 2002
- Fissarena barlee Platnick, 2002
- Fissarena barrow Platnick, 2002
- Fissarena castanea (Simon, 1908)
- Fissarena cuny Platnick, 2002
- Fissarena ethabuka Henschel, Davies & Dickman, 1995
- Fissarena laverton Platnick, 2002
- Fissarena longipes (Hogg, 1896)
- Fissarena woodleigh Platnick, 2002

## Systématique et taxinomie
Ce genre a été décrit par Henschel, Davies et Dickman en 1995 dans les Clubionoidea. Il est placé dans les Trochanteriidae par Platnick en 2002 puis dans les Trachycosmidae par Azevedo, Bougie, Carboni, Hedin et Ramírez en 2022.

## Publication originale
- Henschel, Davies & Dickman, 1995 : « The slit spider (Araneae: Clubionoidea) that constructs fissures in the sand dunes of the Simpson Desert, central Australia. » Journal of Natural History, vol. 29, no 1, p. 137-145.